# PEC Zwolle

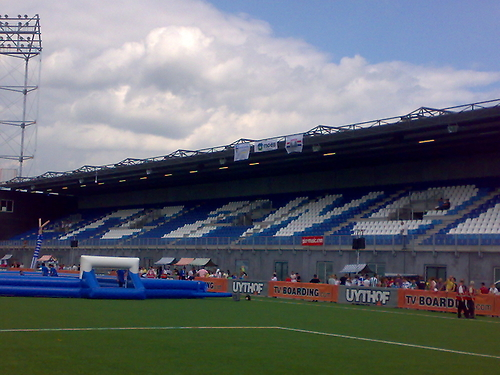
El Fred Patrick Stand fue la sede del club antes del 2009.

El Prins Hendrik Ende Desespereert Nimmer Combinatie Zwolle (en español: Combinado del Príncipe Endrick y Nunca Desespera de Zwolle), conocido simplemente como PEC Zwolle, es un club de fútbol neerlandés de la ciudad de Zwolle. Fue fundado en 1910 y refundado en 1990 y compite en la Eredivisie, la primera categoría del fútbol del país. 
Ha jugado en la Eredivise un total de catorce años, alcanzando el octavo puesto en 1979. Ganaron la Copa de los Países Bajos en 2014, alcanzando también la final en 1928 y 1977.

## Datos del club
- Temporadas en 1.ª: 14
- Temporadas en 2.ª: 26
- Mayor goleada conseguida:
  - En campeonatos nacionales: 8-0 al De Valk en 1957
- Mayor goleada encajada:
  - En campeonatos nacionales: 0-9 frente al Cambuur Leeuwarden en 1957 y 0-9 frente al Fortuna Sittard en 1973
- Mejor puesto en la liga: 8 en 1979
- Peor puesto en la liga: 18 en 1985 y 2004
- Máximo goleador: Dirk Jan Derksen con 28 goles

## Rivalidades
El principal rival del PEC Zwolle es el Go Ahead Eagles. Ambos se encuentran cerca del río IJssel, por lo que el duelo se llama IJssel-derby. Go Ahead Eagles fue por un tiempo el equipo más dominante de la región hasta que descendieron de la Eredivisie en 1987, aunque el Zwolle es el que domina la serie particular.

## Palmarés

### Torneos nacionales
- Copa de los Países Bajos (1): 2014
- Supercopa de los Países Bajos (1): 2014
- Eerste Divisie (3):1978, 2002, 2012

## Participación en competiciones de la UEFA
| Temporada | Torneo             | Ronda    | Club             | Casa | Visita | Global |
| --------- | ------------------ | -------- | ---------------- | ---- | ------ | ------ |
| 2014–15   | UEFA Europa League | Play-off | AC Sparta Prague | 1–1  | 1–3    | 2–4    |

## Récords
- Mayor victoria – PEC vs. Den Bosh 13–0 (Tweede Divisie, 2022-23)
- Mayor victoria en la Eerste Divisie – FC Zwolle vs. FC Den Bosch 13–0 (2022–23)
- Mayor victoria en la Eredivisie – PEC Zwolle vs. ADO Den Haag 6–1 (2013–14)
- Peor derrota – Ajax de Ámsterdam vs. PEC 14–1 (2009-10), Fortuna Sittard vs. PEC 9–0 (1971–72)
- Récord de asistencia – PEC vs. Ajax y PEC vs. Feyenoord, 1982–83, 14,000 espectadores